# Palawan (prowincja)
Palawan (j. filip. Lalawigan ng Palawan) – prowincja na Filipinach.
Prowincja Palawan położona jest w regionie Mimaropa. Jest to największa prowincja w kraju pod względem powierzchni całkowitej jurysdykcji. Jej stolicą jest miasto Puerto Princesa, które jest zarządzane niezależnie od prowincji jako wysoko zurbanizowane miasto.
Nazwa prowincji pochodzi od długiej i wąskiej wyspy Palawan. Prócz niej w skład prowincji wchodzi szereg mniejszych wysp (łącznie ok. 1780 wysp i wysepek), m.in.: grupa wysp Calamanies (Busuanga, Coron, Culion i Linapacan), wyspa Balbac, Wyspy Cuyo na Morzu Sulu.

## Historia
Przed przybyciem Hiszpanów na Palawan, jego mieszkańcy żyli na względnie wysokim poziomie cywilizacyjnym: posiadali własny alfabet, rządy i utrzymywali kontakty z Chinami oraz innym krajami azjatyckimi. W 1818 roku Palawan był prowincją Calamianes ze stolicą w Taytay. W 1859 roku obszar został podzielony na dwie prowincje: Asturii i Kastylii. Na przełomie XIX i XX wieku Palawan ponownie został podzielony na trzy dzielnice: Calamian, Paragua i Balabac. W 1902 roku Amerykanie założyli prowincję Paragua z Cuyo jako stolicą. W 1905 roku nazwa została zmieniona na Palawan, a stolica została przeniesiona do Puerto Princesa.